# Jack Phelan
John Edward "Jack" Phelan (Chicago, Illinois; 6 de noviembre de 1925 - 20 de marzo de 2021) fue un jugador de baloncesto estadounidense que disputó una temporada en la NBA en dos diferentes equipos. Con 1,96 metros de estatura, jugaba en la posición de alero.

## Trayectoria deportiva

### Universidad
Jugó durante su etapa universitaria con los Blue Demons de la Universidad DePaul con los que ganó el NIT en 1945, derrotando en la final a la Universidad Bowling Green por un contundente 71-54.

### Profesional
En 1949 fichó por los Hammond Calumet Buccaneers, pero la franquicia desapareció antes del comienzo de la temporada de la NBL, siendo sus derechos traspasados a los Waterloo Hawks, que esa temporada habían dado el salto a la NBA. Allí jugó únicamente 15 partidos, hasta que fue traspasado mediada la temporada a los Sheboygan Redskins, donde acabó la misma promediando 4,1 puntos y 1,0 asistencias por partido.

## Estadísticas de su carrera en la NBA

### Temporada regular
| Temporada | Edad | Equipo             | Liga | Pos. | P  | TIT | MIN | TC  | TCA | %TC  | 3P | 3PA | %3P | TL  | TLA | %TL  | R.OF. | R.DEF. | REB | ASIS | ROB | TAP | PER | FP  | PTS |
| 1949-50   | 24   | TOTAL              | NBA  |      | 55 |     |     | 1.6 | 4.9 | .325 |    |     |     | 0.9 | 1.6 | .578 |       |        |     | 1.0  |     |     |     | 2.7 | 4.1 |
| 1949-50   | 24   | Waterloo Hawks     | NBA  |      | 15 |     |     | 1.6 | 4.6 | .348 |    |     |     | 0.9 | 1.6 | .542 |       |        |     | 1.1  |     |     |     | 3.2 | 4.1 |
| 1949-50   | 24   | Sheboygan Redskins | NBA  |      | 40 |     |     | 1.6 | 5.0 | .317 |    |     |     | 1.0 | 1.7 | .591 |       |        |     | 1.0  |     |     |     | 2.6 | 4.1 |
| Total     |      |                    | NBA  |      | 55 |     |     | 1.6 | 4.9 | .325 |    |     |     | 0.9 | 1.6 | .578 |       |        |     | 1.0  |     |     |     | 2.7 | 4.1 |

### Playoffs
| Temporada | Edad | Equipo             | Liga | Pos. | P | TIT | MIN | TC  | TCA | %TC  | 3P | 3PA | %3P | TL  | TLA | %TL  | R.OF. | R.DEF. | REB | ASIS | ROB | TAP | PER | FP  | PTS |
| 1949-50   | 24   | Sheboygan Redskins | NBA  |      | 3 |     |     | 1.3 | 3.3 | .400 |    |     |     | 0.7 | 1.0 | .667 |       |        |     | 1.0  |     |     |     | 3.3 | 3.3 |
| Total     |      |                    | NBA  |      | 3 |     |     | 1.3 | 3.3 | .400 |    |     |     | 0.7 | 1.0 | .667 |       |        |     | 1.0  |     |     |     | 3.3 | 3.3 |